# Beaver Cove (Maine)
Pour les articles homonymes, voir Beaver Cove (homonymie) et Beaver.
Beaver Cove est un bourg (en) du comté de Piscataquis, dans le Maine, aux États-Unis.

## Géographie
Selon le Bureau du recensement des États-Unis, Beaver Cove couvrait une superficie totale de 84,72 kilomètres carrés (32,71 sq. mi.), dont 82,49 kilomètres carrés (31,85 sq. mi.) en terres émergées, et 2,23 kilomètres carrés (0,86 sq. mi.) en plans d'eau.

## Histoire
Le village est fondé le 17 mars 1975 et constitué le 31 janvier 1978. Il porte le nom d'une baie située au sud du lac de Moosehead.

## Démographie
En 2018, on comptait à Beaver Cove 147 personnes pour une densité de population de 1,78 habitants par kilomètre carré. Le village était composé à 93,2 % de personnes blanches et de 6,8 % de personnes d'autres races, dont 9,5 % d'hispaniques/latinos.
On comptait 58 % de familles parmi les ménages, mais aucune famille monoparentale, et 41 % de gens vivant seuls. Sur les habitants d'âge adulte, 59 % étaient mariés, 14 % n'étaient pas mariés. 25 % étaient divorcés et 2 % étaient veufs. La taille moyenne d'une famille était de 2,3 membres. L'âge moyen était de 66,5 ans (65,9 ans pour les hommes et 66,6 ans pour les femmes) et seulement 6,8 % avait moins de 20 ans. 3,4 % avaient entre 30 et 40 ans, 4,1 % entre 40 et 50 ans, 18,4 % entre 50 et 60 ans, 31,3 % entre 60 et 70 ans et 36,1 % au-delà de 70 ans. Il y avait 47 % d'hommes pour 53 % de femmes. 100 % de la population avait la citoyenneté américaine et 43,5 % étaient nés dans l'État. 40,1 % étaient nés au nord-est des États-Unis, 8,8 % au midwest et 8 % à l'ouest du pays.
Au recensement de 2000, le revenu moyen d'un ménage était de 23 500 $ (USD) et celui d'une famille, 25 417 $ (USD). Le revenu moyen d'un homme était de 16 250 $ (USD) et celui d'une femme était de 11 250 $ (USD). Le revenu par tête était de 11 751 $. Environ 33 % de la population, dont 35,5 % des familles et 46,2 % des plus de 65 ans, vivaient sous le seuil de la pauvreté.
En 2019, la population était passée à 154 habitants et l'âge moyen à 67,2 ans. Le revenu moyen par ménage était quant à lui passé à 59 375 $ (USD). La composition de la population était à 87 % blanche et 13 % hispanique/latino.

## Lieux d'intérêt
On y retrouve le parc d'État de Lily Bay, populaire pour les activités nautiques, et le site de l'accident d'un B-52 à Elephant Mountain, devenu un mémorial touristique.